# Multioppia trembleyi
Multioppia trembleyi är en kvalsterart som beskrevs av Sandór Mahunka 1977. Multioppia trembleyi ingår i släktet Multioppia och familjen Oppiidae. Inga underarter finns listade i Catalogue of Life.